# Aphrastochthonius russelli
Aphrastochthonius russelli är en spindeldjursart som beskrevs av William B. Muchmore 1972. Aphrastochthonius russelli ingår i släktet Aphrastochthonius och familjen käkklokrypare. Inga underarter finns listade i Catalogue of Life.